# Пулли (остановочный пункт)
Пу́лли (эст. Pulli raudteepeatus) — остановочный пункт в волости Сауга на линии Таллин — Пярну. Находится на расстоянии 120,4 км от Балтийского вокзала.
На остановке Пулли расположен низкий перрон и один путь. На остановке останавливались пассажирские поезда, курсировавшие между Таллином и Пярну. Из Таллина на остановку Пулли поезд шёл чуть более двух часов.